# Lygisaurus rimula
Lygisaurus rimula — вид сцинкоподібних ящірок родини сцинкових (Scincidae). Ендемік Австралії.

## Поширення і екологія
Lygisaurus rimula мешкають в прибережних районіх і прилеглих внутрішніх районів на сході півострова Кейп-Йорк на північному сході Квінсленду, на північ від Залізного хребта і пагорбів Стенлі. Вони живуть у вологих тропічних лісах, часто поблизу струмків, серед скель і опалого листя.